# Matar Coly
Matar Coly (* 10. November 1984) ist ein senegalesischer ehemaliger Fußballspieler auf der Position des Stürmers.
Bei den Berner Young Boys trug er bis 2010 die Rückennummer 29. Danach war er vereinslos, bis er 2012 beim Challenge-League-Verein FC Biel-Bienne einen Einjahresvertrag unterzeichnete. Im August 2013 wechselte Coly zurück in die Axpo Super League, wo er bei Lausanne-Sports einen Einjahresvertrag mit Option auf eine weitere Saison unterzeichnete. In der Saison 2014/15 war er wieder beim FC Biel-Bienne unter Vertrag. Nach dieser Saison beendete er allerdings aufgrund einer Knieverletzung seine Karriere.